# Schweres Beben
Schweres Beben (im engl. Original: Strong Motion) ist der Titel des zweiten Romans von Jonathan Franzen. Er erschien 1992 und behandelt in seinem Hauptthema die Umweltkriminalität der Führung eines Chemiekonzerns durch Verpressung giftiger Abwässer und damit verbunden die Verantwortung der Menschen für die Ökologie. In diesem Zusammenhang entwirft der Autor am Beispiel einer Familie ein vielfältiges Bild der nordamerikanischen Gesellschaft in den 1980er Jahren, z. B. die Kritik Jugendlicher an der Lebensweise ihrer Eltern, die Emanzipationsbestrebungen der Frauen, das Studentenmilieu, die Immobilien- und Aktiengeschäfte und die Aktionen von radikalen Abtreibungsgegnern. Die deutsche Übersetzung von Thomas Piltz wurde 2005 nach dem Erfolg von Die Korrekturen und dem dadurch entstandenen Interesse an den frühen Werken des Autors veröffentlicht.

## Inhalt
Strong Motion spielt Ende der 1980er Jahre in Boston (Massachusetts) und Umgebung, wo es in der Fiktion des Autors 1987 im Laufe eines Jahres zu einer Reihe von Erdbeben kommt, welche die Romanhandlungen um die beiden mit ihrem Leben unzufriedenen und auf der Suche nach einem Ziel schwankenden Hauptfiguren auslösen: Der dreiundzwanzigjährigen Louis Holland kehrt zu Beginn der Handlung nach Abschluss seines Studiums in Houston nach Boston zurück und arbeitet bis zum Verkauf des lokalen Radiosender SNE in Somerville an die Sekte des Reverend Stites dort als Sendetechniker. Die eigentliche zentrale Romanfigur ist seine Geliebte, die karriereorientierte und zugleich von Selbstzweifeln über ihr Singledasein und ihre Rolle als Frau erfasste dreißigjährige Harvard-Seismologin Dr. Renée Seitchek.

### Teil 1 GESCHLECHT: K.A. (Kp. 1–6)
Im in personaler Form aus der Perspektive Louis‘ dargestellten ersten Teil  werden die Ausgangssituation, die Personen und die von ihnen diskutiere Hypothese vorgestellt, dass die Erschütterungen durch den Chemiekonzern „Sweeting-Aldren Industries“ verursacht worden sei. Renée kommt auf die Spur während einer Party bei Louis‘ Schwester Eileen. Eileens Verlobter Peter Stoorhuys, der Sohn des derzeitigen Geschäftsführers von „Sweeting-Aldren“, plaudert in angetrunkenem Zustand unbedacht über die giftigen Abwässer der Fabrik, welche die Umwelt zerstören (Kp. 4). Bei ihren Recherchen findet Renée einen Artikel von A. Krasner aus dem Jahr 1969 über ihre Theorie von Erdölfeldern in großer Tiefe. Sie bringt beide Informationen mit den Erdbeben in Verbindung (Kp. 5) und vermutet, man habe 1970 erfolglos Versuchsbohrungen vorgenommen und dann viele Jahre lang in die Röhren illegal Abwässer aus dem Peabody-Werk verpresst. In der Folge sei das Gestein allmählich verrutscht (induzierte Seismizität).
Louis und Renée lernen sich zufällig am Ort des ersten Bebens kennen (Kp. 3). Sie hat ein wissenschaftliches Interesse. Bei ihm hat die Erschütterung eine persönliche, familiäre Komponente. Seine aggressiven anarchistischen Tendenzen verbinden sich mit der Auflehnung gegen seine bürgerliche, an gesellschaftlichen Normen angepasste und kommerzorientierte Familie (Kp. 1). Beim Erdbeben kam seine achtundsechzigjährige Stiefgroßmutter Rita Damiano Kernaghan in ihrem Haus ums Leben (Kp. 2). Dadurch erbt seine Mutter Melanie nicht nur die großzügige Villa an der „Argilla Road“, sondern auch schätzungsweise 22 Millionen Dollar  in Aktien der „Sweeting-Aldren Industries“, deren Vorstand ihr Vater Jack angehört hatte. Die Verwendung des Geldes führt zu einem Streit zwischen ihm, seiner Schwester Eileen und seiner Mutter. Nachdem in der Nähe der Fabrik ein Fluss durch schädliche Chemikalien verschmutzt wird, offenbar durch beim Erdbeben beschädigte Tanks oder illegale Einleitungen, fallen die Aktienkurse stark. Melanie Holland überlegt darauf, ob sie ihr Erbe schnellstmöglich verkaufen oder warten soll, bis der Wert wieder steigt. Sie will selbst nicht die Verantwortung übernehmen und die Entscheidung an eine Expertin abgeben. Sie trifft sich mit Renée, um die Einschätzung der Seismologin zu hören (Kp. 9). Sie schließen eine Wette ab, die Melanies Anwalt Henry Rudman von der Sozietät Arger, Kummer & Rudman vertraglich absichert. Die Millionenerbin verpflichtet sich, der Wissenschaftlerin bis zu 600 000 Dollar (abzüglich Steuern) zu zahlen, wenn sich deren Einschätzung der Kursentwicklung als richtig erweist. Wenn nicht, verliert sie ihr als Gegenleistung hinterlegtes Vermögen von 8000 Dollar. Darauf gibt Renée ihr den Rat, die Aktien der „Sweeting-Aldren Industries“ zu verkaufen. Später, bevor sie zur Abtreibungsklinik fährt, zerreißt Renée den ihr zugeschickten Vertrag und am Ende des Romans auch den Scheck (Kp. 11, 17). Melanie folgt Renées Einschätzung und rettet dadurch ihr Vermögen (Kp. 16).
Eine andere, metaphysische, Theorie vertritt Reverend Philip Stites mit seiner „Kirche der christlichen Aktion“. Er sieht das Beben als Gottesurteil an und behauptet, das erdbebengefährdete und eigentlich unbewohnbare Wohnzentrum und Gotteshaus der Sekte sei als Zeichen der Anerkennung verschont geblieben, während die Zerstörungen anderer Gebäude als Strafe Gottes für die von ihnen bekämpften Abtreibungen anzusehen seien. Als Renée Seitchek sich in einem Fernsehinterview gegen diese irrationale Deutung sowie gegen die Aktionen der Sekte ausspricht, wird sie in Briefen und Anrufen beschimpft und bedroht.

### Teil 2 ICH ♥ DAS LEBEN (Kp. 7–11)
Im aus der Perspektive Renée Seitcheks dargestellten zweiten Teil verlagern sich die inhaltlichen Schwerpunkte. Einmal wird in Verbindung mit einer Beschreibung ihrer Biographie ihre komplizierte Persönlichkeit auf der Suche nach Selbstverwirklichung deutlich. Ihre Rolle als emanzipierte, auf ihren Beruf konzentrierte Frau in der Gesellschaft und ihre existentielle Situation reflektiert sie im langen Gespräch mit Reverend Stites, der die christliche Position vertritt (Kp. 10). Zuvor kommt es zum ersten Kontakt zwischen den beiden, als sie Stites und seine Gemeinde erfolglos vor dem Bewohnen der einsturzgefährdeten Gebäude warnte. Die entscheidende Konfrontation entsteht schließlich vor der Klinik im Holyoke Center, in der Renée ihren von Louis empfangenen fünfwöchigen Fötus abtreiben lässt, als sie sich öffentlich vor den Demonstranten zu ihrer Entscheidung bekennt und dies mit ihrem Frauenrecht auf Selbstbestimmung begründet. Renée wollte das Kind nicht austragen, nachdem sie sich von Louis getrennt hatte. Der Grund dafür lag in Louis unentschlossenem Verhalten, als Lauren Bowles, seine exaltierte verwöhnte Freundin aus der Houstoner Studienzeit (Kp. 3), bei ihm plötzlich auftauchte und er sie nicht sofort verabschiedete. Lauren bedauert ihre Entscheidung gegen ihn und ihre Heirat mit Emmett Andrew Osterlitz und gesteht ihm ihre Liebe (Kp. 6). Louis ist immer noch von ihrer engelhaften Schönheit beeindruckt und sie verbringen einige Tage zusammen. Doch beide sind unsicher über die Tragfähigkeit einer Beziehung in Louis‘ kleinem Zimmer, zumal sie mit ihrem anspruchsvollen Lebensstil finanziell von ihren reichen Schwiegereltern abhängig ist. Sie bittet um Bedenkzeit und kehrt nach Austin zurück. Als Louis Renée die Situation erklären will, ist sie für ihn nicht mehr zu sprechen.
Im zweiten Handlungsstrang führt Renée ihre seismologischen Untersuchungen weiter und überprüft ihrer Hypothese durch einzelne Aktionen: Sie trägt ihre Vermutungen dem ihr skeptisch und ablehnend eingestellten Amt für Umweltschutz vor (Kp. 8), sie überfliegt das Werksgelände der  „Sweeting-Aldren Industries“, fotografiert die Anlagen und kann durch eine List die Aufnahmen vor der Beschlagnahmung durch den Sicherheitsdienst retten (Kp. 9), sie findet, durch ein Bild im „Globe“ angeregt, private Aufnahmen von Bohrtürmen auf dem Fabrikgelände aus den 1970er Jahren (Kp. 10).
In den letzten beiden Romanteilen wird die Kriminalhandlung aufgelöst, wobei die Informationen über die beiden beteiligten Familien Kernaghan und Stoorhuis bei Louis zusammenlaufen und er die Aufklärung vorantreibt.

### Teil 3 ARGILLA ROAD (Kp. 12–13)
Der dritte Teil führt wieder zurück zu den Hollands. Louis ist auf Einladung seines Vaters zu einem Besuch ins Elternhaus in Evanston, Illinois, zurückgekehrt. Die beiden sprechen sich aus und Bob, dessen Biographie und linksliberale, ökologische Haltung als Geschichtsprofessor an der Northwestern University in der Campus Szene der 1970er Jahre vom auktorialen Erzähler in das Gespräch eingeschoben ist, erzählt seinem Sohn die Familiengeschichte seiner Frau Melanie. Sie steht für ihn repräsentativ für die durch Natur- und Menschenausbeutung, durch weltweiten Handel im Kolonialzeitalter und Industrialisierung entstandene Macht- und Reichtumskonzentration profitgieriger Siedlerfamilien in den Neu-Englandstaaten. In diesen Zusammenhang ordnet er die Hintergründe des „Sweeting-Aldren Industries“–Aktienkaufs seines Schwiegervaters in die Tradition wirtschaftskrimineller Manipulationen ein. (Kp. 12 u. 13):  Jack Kernaghan war Jurist der Anwaltskanzlei Troob, Smith, Kernaghan & Lee und arbeitete als Berater des Konzerns, der viel Geld mit Sprengstoffen für den Zweiten Weltkrieg, mit Pestiziden, Entlaubungsmitteln für den Vietnam-Krieg, elastischen synthetischen Textilfasern usw. verdiente. Als er sechsundfünfzigjährig Vorstandsmitglied wurde und seine Position und sein Geld für die Affären mit jüngeren Frauen nutzte, begann sein privater Wirtschaftskrimi. Um die junge Chemikerin Anna Krasner zu bewegen, seine Geliebte zu werden, musste er ihre bei Fachleuten umstrittene, im „Bulletin of the Geological Society of America“  veröffentlichte Forschungsidee, in Tiefen von vier Meilen befänden sich riesige subkrustale Erdölfelder, unterstützen und bei Mr. Aldren senior eine teure Bohrung durchsetzen. Allerdings gelang ihm das nur mit einer neuen Idee, man könne, wenn man, wie zu erwarten, kein Öl finde, ein Entsorgungsproblem lösen, indem man durch die Leitung giftige Abwässer in die Tiefe pumpt. Kernaghans Sekretärin und frühere Geliebte Rita Damiano beobachtete eifersüchtig die geheimen Aktionen, fand schließlich den wahren Grund für die Tiefenbohrungen heraus und informierte Anna darüber. Diese verlor die Hoffnung auf ihren wissenschaftlichen Erfolg und verließ die Firma, ohne eine Nachricht zu hinterlassen. 1972, einen Tag vor Kernaghans zweiundsiebzigsten Geburtstag, an dem er in Ruhestand ging, erpresste Rita ihn mit der Drohung, sein geheimes Abwasserprojekt anzuzeigen. Um dies zu verhindern, heiratete er sie und schichtete zugleich sein Vermögen durch den Kauf weiterer „Sweeting-Aldren Industries“–Aktien um. Dadurch erzwang er ihr Schweigen, denn sie hatte jetzt ein finanzielles Interesse an der Geheimhaltung.

### Teil 4 IM SCHWARZEN (Kp. 14–17)
Nach Boston zurückgekehrt findet Louis bei seiner Schwester Unterschlupf und erfährt dort vom Attentat auf Renée nach dem Schwangerschaftsabbruch vor ihrer Wohnung (Kp. 14). Durch diesen Anschlag mildern sich die Spannungen in der Familie Holland, man spricht wieder miteinander über ihre Probleme, und so erfährt Peter von Renées Vermutungen über die Erdbebenursache und verbindet sie mit seinem Hintergrundwissen über Rita Kernaghan, für deren esoterische Publikationen er die Öffentlichkeitsarbeit übernommen hatte, und die Geschäfte seines Vaters (Kp. 15).
Louis, Eileen und Peter stellen David Stoorhuys zur Rede und beschuldigen ihn des Anschlags, um weitere Nachforschungen und die Veröffentlichung der Beweise zu verhindern. Stoorhuys streitet die Tat ab, belastet sich aber indirekt durch Beteuerungen, für seine Familie gesorgt zu haben, mit Vorwürfen an seine geschäftlich uninteressierte Frau, und verlässt das Haus. Kurz darauf erschüttert ein starkes Erdbeben die Bostoner Region, das Chemiewerk in Peabody wird durch Explosionen und Brände zerstört und die Stromversorgung fällt aus, sodass Louis im Dunklen mit Orientierungsschwierigkeiten „im Schwarzen“ erst zum Haus seiner Mutter, die inmitten der Zerstörung mit Sekt den Verkauf ihrer Aktien und ihr Überleben feiert, und dann ins Krankenhaus zu Renée fahren muss. Dabei stellt er, als er die vielen Schäden an den Häusern, verletzte Menschen sowie einen toten Autofahrer sieht und von dem Brand in der Fabrik erfährt, die Schuldfrage: „Wie konnte ein Erdbeben, dessen Ursache die Habgier und Skrupellosigkeit einzelner Menschen gewesen war, sich dennoch in einen Akt höherer Gewalt verwandeln, mit all der windigen, inhumanen Ungreifbarkeit, die höheren Gewalten eigen ist? […] Das richtige Wort war Geheimnis“ (Kp. 16).
Das Beben bedeutet für „Sweeting-Aldren Industries“ den Ruin. Unter den Firmenangehörigen gibt es 23 Tote und 110 Verletzte. Das Firmenarchiv im Hauptsitz ist durch Brandstiftung, wie gefundene Brandbeschleuniger beweisen, zerstört worden und alle Unterlagen sind vernichtet. Das kontaminierte Gelände kann nur mit Schutzkleidung und Gasmasken betreten werden. Deshalb hält es das Amt für Umweltschutz für unverantwortlich, nach einem Bohrschacht zu suchen. Anstatt sich in der Schuldfrage ausweglos zu verstricken, gehe es jetzt darum, für den Schutz der Menschen die Kräfte zu bündeln. Unterstützt wird diese Haltung durch unterschiedliche in der Presse publizierte Erklärungen von Wissenschaftlern. Während sich der Seismologe Larry Axelrod vom MIT der Seitchek-Hypothese anschließt, hält der Seismologe Howard Chun das Beben nicht für ein Schwarmbeben wie zuvor im Frühling, sondern für die Folge eines Störungsbruchs entlang einer tief liegenden Verwerfung. Es stehe zwar mit den Ipswicher Erdstößen, aber nicht mit denen von Peabody im Zusammenhang. Vorsorglich haben sich jedoch die Firmenvorstände, Aldren, Tabscott, Stoorhuys, der Firmenjustitiar und der Finanzvorstand, mit Familienanhang schnell in den Inselstaat St. Kitts in der Karibik abgesetzt, wo sie Ferienvillen der Firma bewohnen, und das flüssige Vermögen, 30 Millionen Dollar, dorthin transferiert. Eine Auslieferung an die USA ist wegen der Schwierigkeit, die Schuldfrage zu klären, unwahrscheinlich. Zwar droht eine Schadensersatzklagewelle mit langwierigen Prozessen, doch der Ausgang ist ungewiss. Politiker und Behörden reagieren in Pressemitteilungen mit schablonenartigen Beileidsbekundungen an die geschädigten Familien, versprechen schnelle Hilfe und appellieren an den Zusammenhalt und den Mut der Bevölkerung. 
Ebenfalls zerstört wurden, wie von Renée prophezeit, die Gebäude der „Kirche der christlichen Aktion“. Aus Enttäuschung über Reverend Philip Stites, der ihre Kirche nicht wie versprochen beschützen konnte, löst sich die Sekte auf und der Führer geht nach Omaha, Nebraska. Zivilklagen mit Millionenforderungen richten sich sowohl gegen „Sweeting-Aldren Industries“ als auch den Staat Massachusetts und von Anhängern der Sekt gegen Stites.
Voller Schuldbewusstsein zieht Louis wieder nach Renées Entlassung aus dem Krankenhaus in ihre Wohnung und pflegt sie. Doch ist die Entwicklung ihrer Beziehung offen. Louis fehlt ohne Arbeit ein Lebensziel, Louis spürt seine Unzufriedenheit und ist auf Lauren eifersüchtig, die immer noch Briefe an ihren Freund schreibt. Erst nachdem Lauren ihre Schwangerschaft mitteilt und den platonischen Kontakt beendet, ist dieses Kapitel für alle abgeschlossen.
Es folgt ein märchenhafter Schluss mit Parodieelementen. Zwar trennen sich der linksliberale Bob und die kapitalistisch geschäftstüchtige Melanie Holland, aber der Roman endet mit drei Hochzeiten: Eileen und Peter Stoorhuis, Howard und Sally, Alec Bressler, der das Lokalradio SNE von Stites zurückgekauft hat und Louis das Angebot macht, wieder als Sendetechniker bei ihm zu arbeiten, und Joyce Edelstein, eine Philanthropin und die Mäzenin seines neuen idealistischen Rundfunkprojekts. Als viertes Paar wollen sich Renée und Louis fest miteinander verbinden und wünschen sich, als sie nach Alecs und Joyce Fest im Sonnenuntergang die Charles-River Brücke überqueren, ein gemeinsames Kind. Louis ist von seinen Zweifel befreit: „Er streckte seine Fühler nach dem vertrauten Ort in seinem Inneren aus, aber was er dort fand, fühlte sich nicht mehr wie Kummer an. Er fragte sich, ob es überhaupt jemals Kummer gewesen war“ (Kp. 17).

## Erzählform
Die Handlung wird im Wesentlichen chronologisch, teils mit kleinen Sprüngen und Rückblenden, in Personaler Erzählform abwechselnd aus den Blickwinkeln Louis‘ oder Renées und im letzten Teil gelegentlich Eileens präsentiert. Einige Handlungen, wie die Frankreichreise Eileens und Peters, die Gasmasken- und Katastrophenschutzszene oder die Familienversöhnung am Schluss, und die Charakterisierung einzelner Personen, z. B. Melanie und Bob Holland, Howard Chun, Terry Snall, MaryAnn und Lauren Bowles tragen  satirische bzw. tragikomische Züge.
Die vielen personell und thematisch miteinander verknüpften Haupt- und Nebenhandlungen (z. B. die Erzählungen der Familiengeschichten Jack Kernaghans und seiner Schwiegereltern Dennis, Kp. 13, oder Jurene Caddulos, Kp. 10) sind immer wieder durch auktoriale Einschübe unterbrochen: Howard Chuns Biographie (Kp. 7) die ursprüngliche  Vegetation der Neu-Englandstaaten und ihre Nutzung durch die Indianer in Dokumentform eingeblendet in den Bericht Bob Hollands über die Naturzerstörungen durch die europäischen Siedler (Kp. 13), Zusammenfassung der Reaktionen der Öffentlichkeit über die Erderschütterungen und die Maßnahmen der Regierung (Kp. 8), Erklärungen über den Unterschied von Männern und Frauen (Kp. 8), Umweltverschmutzungen, welche die Lebensbedingungen extrem verändern (Kp. 10), der Weg des Waschbären durch den Abfall der Stadt (Kp. 11), die künstliche Intelligenz von Computern (Kp. 10).

## Rezeption
Da der zweite Roman erst nach dem großen Erfolg des dritten, „Die Korrekturen“, in Deutschland erschien, wurde „Schweres Beben“ von vielen Rezensenten an ihm gemessen und entweder als mehr oder weniger gelungener Vorläufer oder als Beweis für die Begabung Franzens gewertet.
Die negativen Rezensionen kritisieren die „verworrenen“, „zu konstruiert“ wirkenden Handlungen und die neben den „schillernden“ Nebenfiguren „holzschnittartige[-]“ bzw. „so unbefriedigend[e]“ Figurenzeichnung. sowie die vielen Zufälle und „genrehafte[n] Elemente“ der Kriminalhandlung. Zudem zeige die späte Veröffentlichung des Romans einen  „Anachronismus“, denn man spüre darin den „strenge[n] Geruch der Achtziger.“
Die gemischten Bewertungen weisen ebenfalls auf eine „erschlagende“ und überkomplexe  „Detailversessenheit“ hin, man habe oft den Eindruck, sich in mehreren Romanen zu bewegen. Sie loben aber den „klaren und ungeschönten  Blick auf die Normalität familiären Lebens“, der an die „Korrekturen“ erinnere.
Dieser Realitätsaspekt vermischt mit der Zivilisationskritik rückt in anderen Besprechungen in den Vordergrund: Der Autor sei schon 1992 „auf der Höhe der großen Ambition“ ohne eine Doktrin zu propagieren. Mit einer „Kraft des Erzählens“ entwickle der Autor ein „Gesellschaftspanorama“ von den „Verwerfungen der Gegenwart in der hoch entwickelten Welt“, in der für die beteiligten Personen immer wieder die Frage der Verantwortung für das eigene Verhalten gestellt werde, ohne die „vorgefertigten Antworten“ mitzuliefern. Andere Literaturkritiker halten den Autor sogar für einen „begnadeten Neo-Traditionalisten“, den „konservative Sprachgenauigkeit, klassisches Formbewusstsein und die Fähigkeit, mit einem scheinbar konventionell entworfenen Plot geradezu thrillerhafte Spannung zu erzeugen“, auszeichne, ebenso eine „geradezu irrwitzige[-] Detailversessenheit.“ Trotz einiger langatmiger Passagen sei der Roman „eine opulente, mit Elementen des Thrillers, der Liebes- und der Schöpfungsgeschichte durchwirkte Familiengeschichte.“
Weiterhin werden die Sprachkreativität des Manierist[en] mit „außergewöhnlichen Metaphern“ und der Romanausgang als ambivalent bewertet und es wird gefragt „ob die Elaboriertheit Anerkennung verdient oder ob das Bemühen um Originalität Gefahr läuft, Stilblüten zu zeitigen“. Auch die Auflösung der Romanhandlung bereite „[ä]sthetisches Unbehagen“. Das Happy End sei „so unzulänglich motiviert, dass man glauben möchte, dem Erzähler sei es damit nicht sonderlich ernst und er spiele ironisch mit den überlieferten Mitteln, einen Roman abzuschließen“.

## Ausgaben und Literatur
- Strong Motion. Farrar, Straus and Giroux, New York 1992.
- Schweres Beben. Roman. Deutsch von Thomas Piltz, Rowohlt Reinbek 2005.
- s. Literatur